# Marius Flothuis

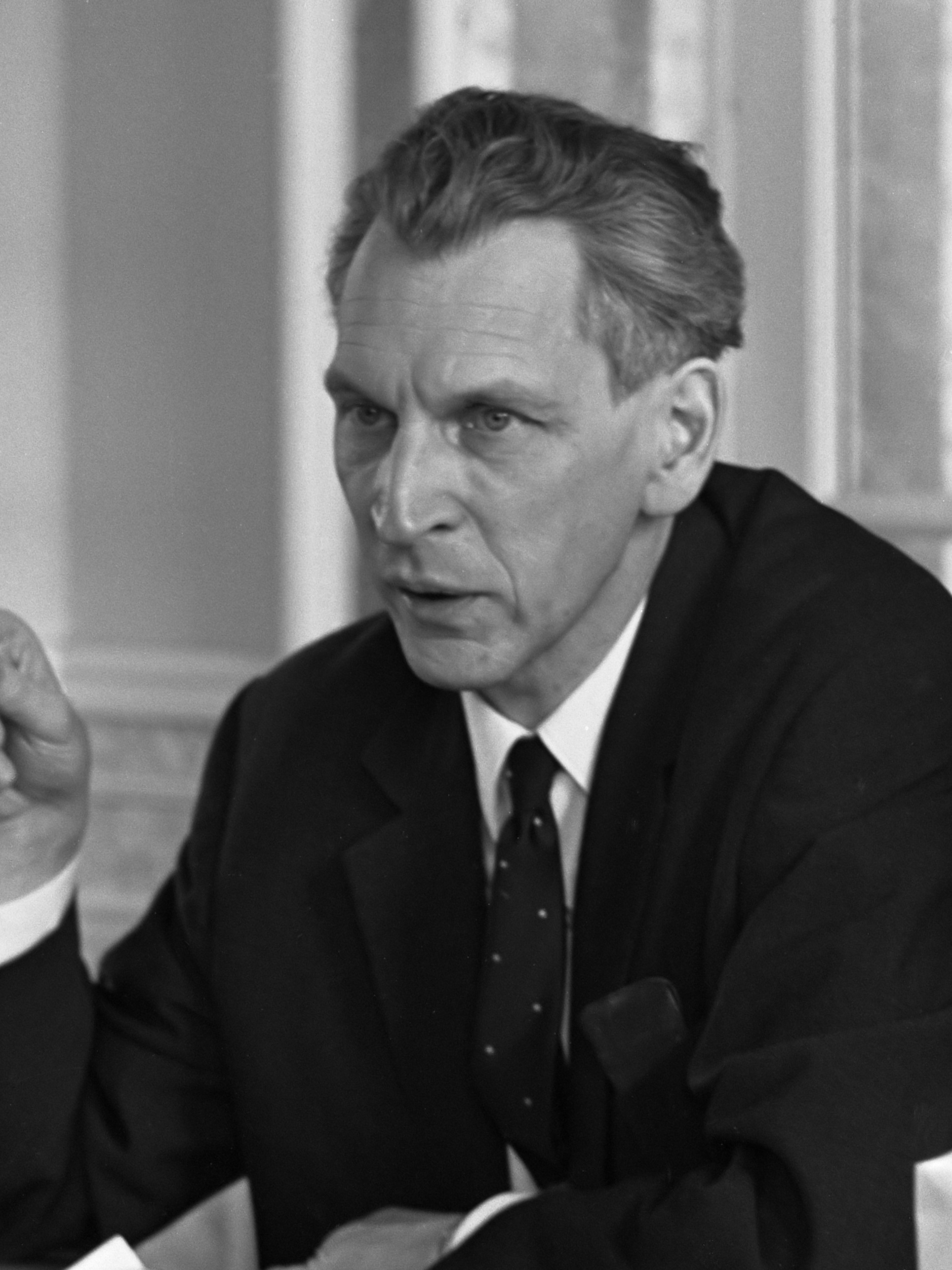
Marius Flothuis (1967)

Marius Hendrikus Flothuis (* 30. Oktober 1914 in Amsterdam; † 13. November 2001 ebenda) war ein niederländischer Komponist, Musikwissenschaftler und Musikkritiker.

## Leben
Flothius studierte Klavier bei Arend Koole und Musiktheorie bei Hans Brandts Buys, außerdem Musikwissenschaften bei Albert Smijers an der Universität Utrecht und bei Karel Philippus Bernet Kempers an der Universität Amsterdam. 1937 wurde er künstlerischer Ko-Direktor am Concertgebouw. 1942 musste er diesen Posten räumen, weil er nicht mit den deutschen NS-Besatzern kooperierte. Anschließend war er zeitweise im Widerstand tätig und half verfolgten Juden. Im September 1943 wurde er denunziert und zunächst im Kamp Vught, dann im KZ Sachsenhausen inhaftiert. Von dort aus wurde er von der SS noch im April 1945 mit den verbliebenen Häftlingen zu einem Todesmarsch an die Ostsee gezwungen. Flothuis überlebte und konnte am 29. Mai 1945 nach Amsterdam zurückkehren. Er arbeitete als Bibliothekar für die Donemus-Stiftung und als Musikkritiker für die Tageszeitung Het Vrije Volk. 1953 konnte er seinen vorherigen Posten am Concertgebouw wieder übernehmen und wirkte von 1955 bis 1974 dort als künstlerischer Direktor. Von 1974 bis 1982 lehrte er Musikwissenschaft an der Universität Utrecht. Flothuis, der 1969 promovierte, galt als anerkannter Mozart-Experte. Von 1980 bis 1994 war er Vorsitzender am Zentralinstitut für Mozart-Forschung in Salzburg.

## Stil
Als Komponist war er weitgehend Autodidakt. Mit den Vier Morgenstern-Liedern für Sopran und Orchester, uraufgeführt 1939 unter Eduard van Beinum, erzielte er einen ersten Erfolg als Komponist. Als Häftling im KZ Herzogenbusch (Kamp Vught) schrieb er 1944 Valses sentimentales für Klavier zu vier Händen. Sein Gesamtwerk umfasst mehr als hundert Werke für fast alle Gattungen, mit Ausnahme der Oper: Orchesterwerke, Konzerte, Kammer-, Chor- und solistische Vokalwerke sowie Musik für Klavier, Harfe und Schlagzeug. Stilistisch war er vom Neoklassizismus beeinflusst.

## Veröffentlichungen (Auswahl)
- Mozart. Kruseman, Den Haag 1940.
- Hedendaagse Engelse componisten. Becht, Amsterdam 1949.
- Pianomuziek. H. Nelissen, Bilthoven 1958.
- Mozarts Bearbeitungen eigener und fremder Werke. Dissertation, Amsterdam 1969.
- Notes on notes: selected essays. F. Knuf, Buren 1974.
- Mahler interpretiert Mahler. In: Nachrichten zur Mahler-Forschung. Heft 9, September 1981.
- (mit Hans van Dijk): 75 jaar GeNeCo: de geschiedenis van het Genootschap van Nederlandse Componisten. Amstelveen 1988, OCLC 65512168.
- Denken over muziek. Kok Lyra, Kampen 1993, ISBN 90-242-7138-X.
- „... exprimer l'inexprimable ...“, essai sur la mélodie française depuis Duparc. Rodopi, Amsterdam 1996, ISBN 90-420-0087-2.
- Mozarts Klavierkonzerte – Ein musikalischer Werkführer. Beck, München 1998, ISBN 3-406-41874-0.
- Mozarts Streichquartette – Ein musikalischer Werkführer. Beck, München 1998, ISBN 3-406-43306-5.
- Autograph – Abschrift – Erstdruck. Eine kritische Bewertung. In: Mozart-Jahrbuch 2001. Bärenreiter, Kassel 2003, S. 13–18.